# Hirschfelde (Zittau)
Hirschfelde ist ein Dorf im Südosten Sachsens im Landkreis Görlitz an der Grenze zur polnischen Woiwodschaft Niederschlesien. Die ehemals selbstständige Gemeinde wurde 2007 in die Stadt Zittau eingegliedert.

## Geschichte und Entwicklung des Gemeindegebiets

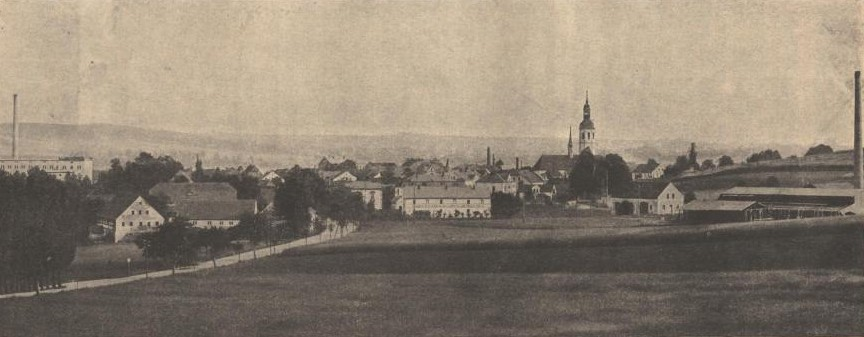
Ansicht um 1900

Der Ort wird 1310 erstmals urkundlich erwähnt. Entstanden ist er jedoch wesentlich früher, da die Kirche bereits im Jahr 1299 geweiht wurde und zu diesem Zeitpunkt eine Hirschfelder Johanniter-Kommende Erwähnung findet. Über die Jahrhunderte hat sich der verfassungsrechtliche Status von Hirschfelde geändert (1396 Stadt, 1419/1777 Städtlein, 1550/1834 Flecken, 1875 Dorf, 1914–1945 Landgemeinde). Zu Hirschfelde gehörte die an der Einmündung der Küpper am Ostufer der Neiße gelegene Ortschaft Lehde. 1914 folgte die Eingemeindung von Scharre. Der Ort befindet sich ebenfalls östlich der Neiße. Beide Ortsteile kamen nach dem Zweiten Weltkrieg laut Potsdamer Abkommen unter polnische Verwaltung und gehen heute im Ort Turoszów, einem Teil der Gemeinde Bogatynia auf.
Das Zwangsarbeiterlager Seiferts Höhe wurde im Zweiten Weltkrieg errichtet.
Weitere Eingemeindungen zu Hirschfelde waren:
- 1. Juli 1950: Rosenthal[4]
- 19. Mai 1974: Drausendorf[4]
- 1. Januar 1999: Zusammenschluss von Hirschfelde und Wittgendorf[5]
- 1. Januar 2002: Zusammenschluss von Hirschfelde und Dittelsdorf[6]
- 1. Januar 2005: Eingliederung von Schlegel[7]

## Politik
Die letzte Bürgermeisterin vor der Eingemeindung nach Zittau war Ursula Guder. Die Partnerschaft mit Furtwangen im Schwarzwald besteht auch nach der Eingemeindung fort.
| Jahr    | Einwohner |
| ------- | --------- |
| 1772    | 1021      |
| 1790    | 1246      |
| 1830    | 1300      |
| 1841    | 1558      |
| 1849    | 1676      |
| 1871    | 2015      |
| 1890    | 2062      |
| 1906    | 2121      |
| 1910    | 2384      |
| 1925    | 2872      |
| 1929    | 3107      |
| 1939    | 3033      |
| 1946    | 3897      |
| 1950    | 4016      |
| 1964    | 3963      |
| 1990    | 2997      |
| 10/2005 | 1865      |
| 10/2006 | 1848      |
| 10/2007 | 1786      |
| 10/2008 | 1714      |
| 10/2009 | 1666      |
| 10/2010 | 1593      |
| 10/2011 | 1536      |
| 10/2012 | 1529      |

## Wirtschaft und Verkehr
In Hirschfelde befinden sich Stammsitz und Werke des deutschlandweit bekannten Spülmittelherstellers fit GmbH.
Hirschfelde liegt an Bundesstraße 99 und der Neißetalbahn, beide verbinden Görlitz und Zittau. Hinzu kommt der Oder-Neiße-Radweg entlang der Lausitzer Neiße. Trotz des Schengen-Beitritts von Polen am 21. Dezember 2007 bleibt die Lehdebrücke in der Neißegasse als Grenzübergang geschlossen, da bislang keine finanziellen Mittel zur Sanierung zur Verfügung stehen. Die Aschebrücke nach Polen wurde 2009 abgerissen. Die Stadt Zittau und der Freistaat Sachsen einigten sich im Januar 2011 über den Abriss der Gießmannsdorfer Brücke am Neiße-Kraftwerkswehr, da Zittau und die Stadt Bogatynia keine Verwendung mehr sahen. Nach der generellen Zustimmung Polens übernahm der Freistaat Sachsen den Abriss.

### Industriegeschichte
Hirschfelde wurde nachweislich seit 1557 durch die Leinenweberei geprägt. Im Jahr 1729 finden 184 Webstühle Erwähnung. Mit Beginn der Herstellung von maschinellen Leinengarnen entwickelte sich der Ort ab Mitte des 19. Jahrhunderts zur mächtigen Industriegemeinde. Nachstehende Unternehmen prägten einst maßgeblich den Ort:
- Flachsspinnerei Hirschfelde H. C. Müller, gegründet 1845, ab 1970 Produktionsstätte des VEB Vereinigte Leinenindustrie, danach Hirschfelder Leinen und Textil GmbH, geschlossen 31. Dezember 2003
- Orleansweberei J. B. Herrmann (zuletzt Produktionsstätte des VEB Oberlausitzer Textilbetriebe), gegründet 1867, geschlossen 1990
- Braunkohlenwerk Herkules, gegründet 1908, Produktion schrittweise eingestellt von 1966 bis 1968 – dazwischen Umstrukturierung zum VEB Fettchemie mit Produktionsbeginn 1968 (heute fit GmbH)
- Kraftwerk Hirschfelde, Inbetriebnahme 1911, geschlossen 1992
- Kalzium-Karbid-Fabrik, gegründet 1917, geschlossen 29. Februar 1992, Bezeichnung ab 1952 VEB Elektrochemie Hirschfelde, spätere Bezeichnung VEB Ferrolegierungswerk Hirschfelde
- Jakob II, 1944 begonnene Treibstoff-Destillieranlage für das ASW-Braunkohlenwerk Hirschfelde, sie blieb zum Ende des Zweiten Weltkrieges unvollendet

## Kultur und Sehenswürdigkeiten

### Sehenswürdigkeiten
- zahlreiche Umgebindehäuser unter anderem am Markt
- Pilgerhäusl Hirschfelde, Herberge am Zittauer Jakobsweg und Umgebindehaus zum Entdecken, 2014 eröffnet
- Kirche in Hirschfelde (ev.), die Weihe zur Peter-Pauls-Kirche fand im Jahr 1299 statt
- Kirche in Dittelsdorf, errichtet von Carl August Schramm in den Jahren 1848–1850
- Technisches Denkmal & Museum Kraftwerk Hirschfelde
- künstlicher Wasserfall im Kemlitztal bei Rosenthal
- Neißetal

### Friedhof
Der Friedhof in Hirschfelde an der Straße des Aufbaus zählt seit der Eingemeindung 2007 zur Gruppe der Friedhöfe in Zittau. Er ist aus einem historischen Kirchhof hervorgegangen und wird als konfessionelle Begräbnisstätte von der Kirchgemeinde Siebenkirchen-Dittelsdorf im Kirchenbezirk Löbau-Zittau der Evangelisch-Lutherischen Landeskirche Sachsens verwaltet. Auf dem Friedhof existiert ein Ehrenmal zur Erinnerung an 21 Kriegsgefangene sowie Frauen und Männer aus mehreren Ländern, die während des Zweiten Weltkriegs nach Deutschland verschleppt und Opfer von Zwangsarbeit wurden.

### Sport

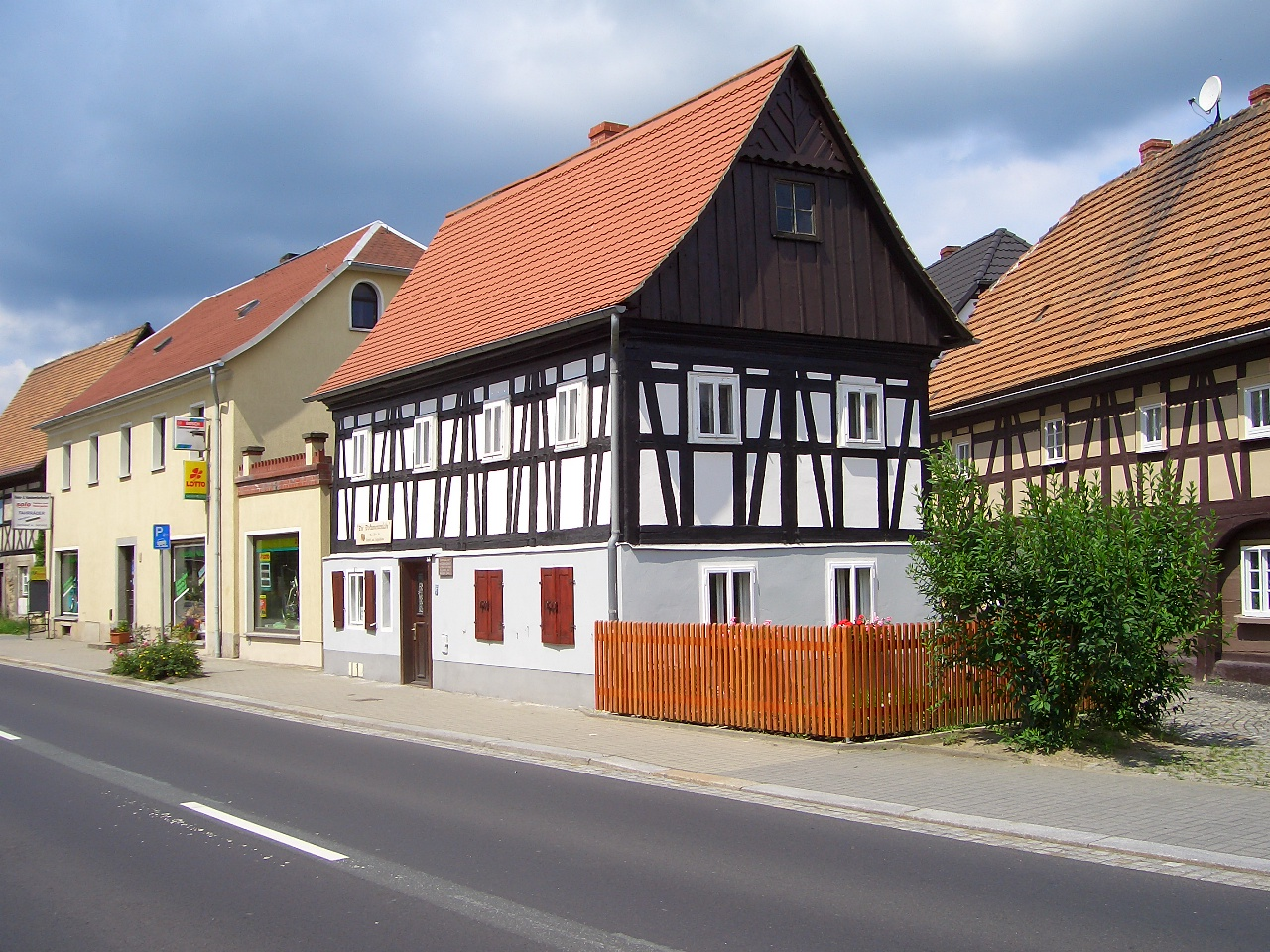
Umgebindehaus in Hirschfelde, Zittauer Straße 14 – Elternhaus von Ernst Pinkert.

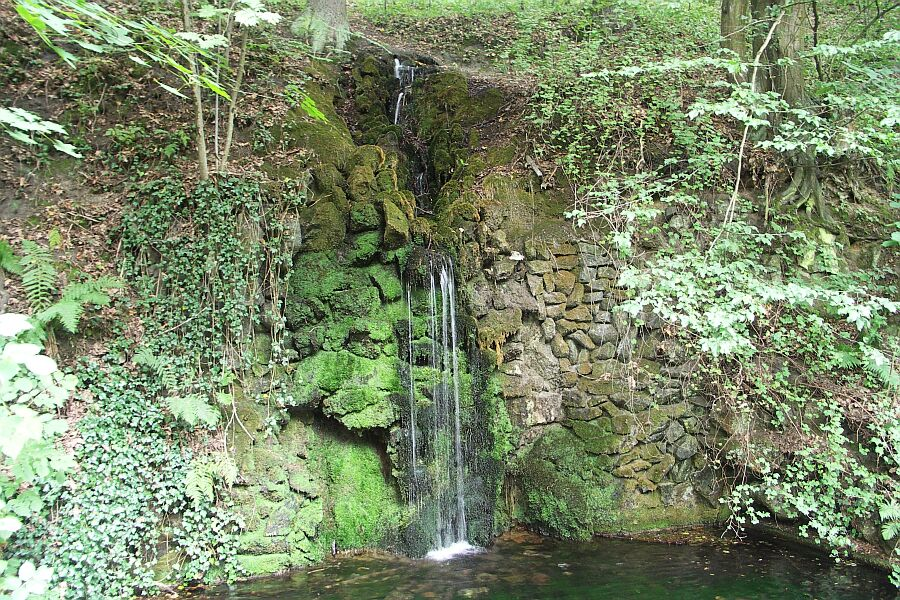
Künstlicher Wasserfall in der Kemmlitz

In Hirschfelde gibt es mit dem FSV 1911 Hirschfelde e. V. eine sehr lange Faustballtradition. Gegründet wurde die Faustballriege 1911 im damaligen Hirschfelder Turnverein. Die BSG Aktivist Hirschfelde und ab 1961 die ISG Hirschfelde errangen vielfach Gold-, Silber- und Bronzemedaillen bei den DDR-Meisterschaften im Faustball und war zudem 1963 Europapokalsieger der Landesmeister.

## Persönlichkeiten
Folgende Personen wurden in Hirschfelde geboren oder wirkten hier:
- Paul Anton (1661–1730), evangelischer Theologe
- Heinrich Carl Müller (1791–1876), Textilfabrikant, Gründer der ersten sächsischen Maschinenflachsspinnerei
- Hermann Knothe (1821–1903), Landeshistoriker der Oberlausitz
- Ernst Pinkert (1844–1909), Begründer des Leipziger Zoos
- Moritz Fünfstück (1856–1925), Botaniker
- Friedrich Carl Müller (1862–1916), Unternehmer und Politiker (NLP), MdL
- Helmut Scheffel (1881–1964), deutscher Konsul in Volos, rettete mehr als 1.000 Griechen und Juden vor Hinrichtungen oder aus der Geiselhaft[11]
- Walter Haensch (1904–1994), SS-Sturmbannführer und Kommandeur des Sonderkommandos 4b in der Einsatzgruppe C, im Einsatzgruppen-Prozess zum Tode verurteilt.
- Hans Kühn (1908–2009), Oberlausitzer Komponist und Heimatsänger aus Oybin, komponierte unter anderem im Jahr 1952 das Lied „Unse Bimmelboahn“
- Günter Männig (1928–2008), Fußballfunktionär
- Karl Arnold (1940–2012) in Dittelsdorf, Gewichtheber